# Tontawan Tantivejakul
Tontawan Tantivejakul, detta Tu Tontawan (in thailandese ต้นตะวัน ตันติเวชกุล, Tontawan Tantiwetkun; 7 novembre 2000), è un'attrice e modella thailandese.

## Biografia
Tantiejakul nasce il 7 ottobre 2000 a Bangkok, capitale della Thailandia. La madre insegna all'Università Chulalongkorn, mentre il padre lavora nel campo della pubblicità.
Nel 2021 partecipa a F4 Thailand, adattamento thailandese del manga Hanayori Dango. Nel 2024 fa il suo debutto sul grande schermo interpretando Mui in Lan Ma, pellicola diretta da Pat Boonnitipat. Il film ha ricevuto il plauso della critica ed è diventato l'undicesimo film thailandese ad aver avuto più incassi nel Paese. Lan Ma è stato scelto per rappresentare la Thailandia ai Premi Oscar 2025 per la categoria Miglior film internazionale.

## Filmografia

### Cinema
- Lan Ma, regia di Pat Boonnitipat (2024)

### Televisione
- F4 Thailand (2021)
- Magic of Zero - Zero In The Moonlight (2022)
- 10 Years Ticket (2022)
- Midnight Museum (2023)
- Scarlet Heart Thailand (2026)